# Nectabeu I
Nectabeu I, Jeperkara-Najtnebef (nom egipci), va ser el primer faraó de la dinastia XXX, del període tardà d'Egipte.
Va regnar de 378 a 361 aC i és un dels últims faraons egipcis al tron d'Egipte.
És citat a la Crònica demòtica com a Najtnebef, amb 16 anys de regnat.
El 378 aC, Nectabeu va deposar Neferites II, començant l'última dinastia de reis egipcis. Durant la major part del seu mandat, va combatre els intents de reconquesta persa amb l'ocasional ajut dels mercenaris d'Esparta o Atenes.
Des de circa 363 aC va ser corregent amb el seu fill Teos, que el va succeir. Va morir el 361 aC.
El seu regnat assenyala un nou període de prosperitat per al país, i la represa dels llaços comercials amb l'Orient i Grècia.

## Activitat legislativa
Va reformar lleis i disposicions, informant mitjançant decrets inscrits sobre grans esteles de granit col·locades a cada una de les grans ciutats d'Egipte. Així, el famós decret de Naucratis fixa els tributs que cada comerciant estranger del delta havia de pagar al temple de Neit a Sais. Recentment, es va descobrir una nova estela a la costa d'Abukir no lluny d'Alexandria.

## Construccions de la seva època

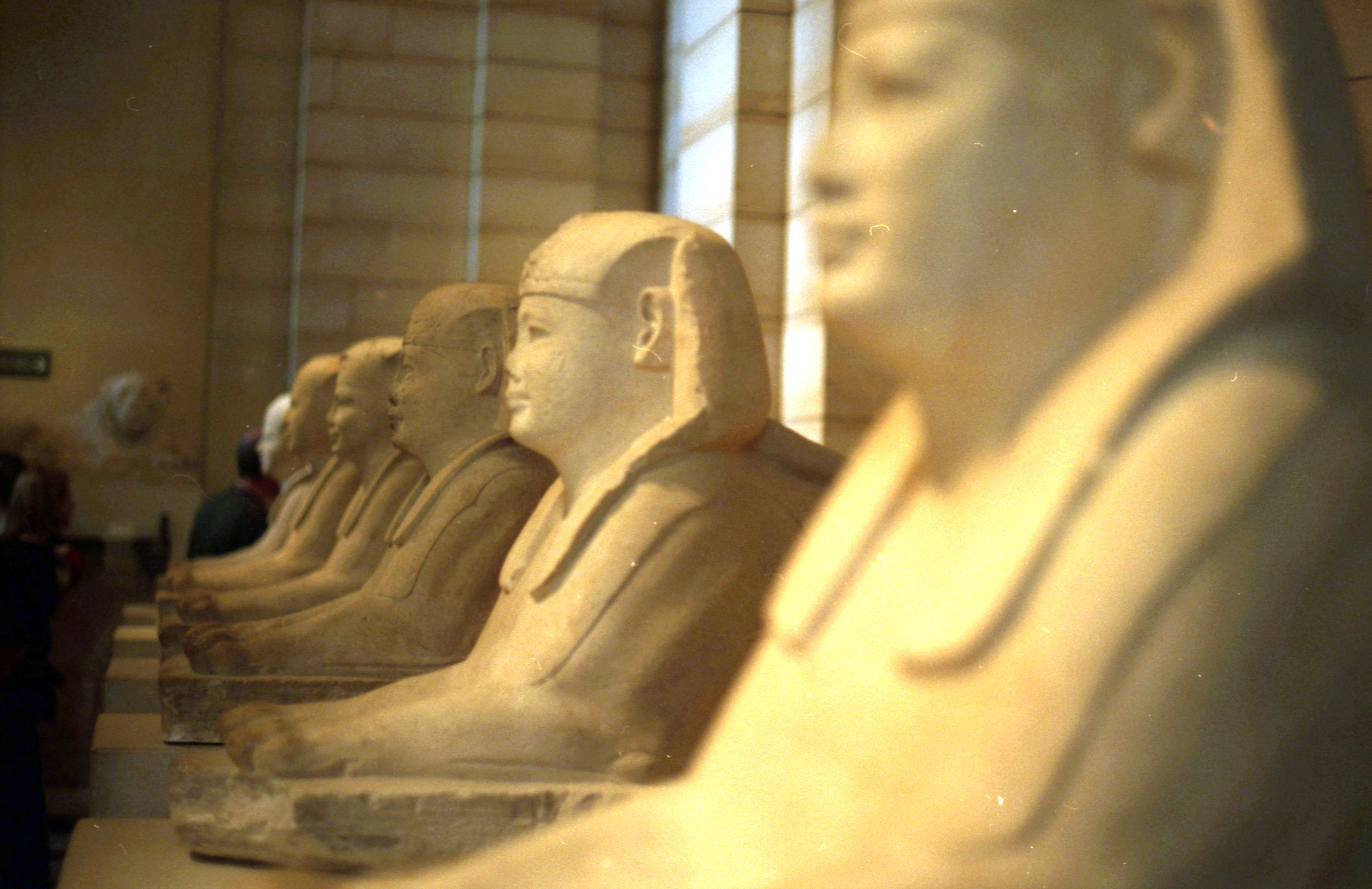
Esfinx del dromos del Serapeum de Saqqara. Museu del Louvre

Va ser un gran constructor i restaurador dels principals temples d'un Egipte reunificat per última vegada per sobirans natius. Va construir a Sais, i a Bubastis es van trobar relleus jubilars d'ell, i lleons sedents amb el seu nom, que són a Roma, on s'havien transportat per al temple d'Isis de la capital imperial, i que inicialment s'havia consagrat a un temple d'Heliòpolis. Va restaurar els temples en ruïnes en tot el país, com els de Luxor i File.
Va fer construir a Hibis, a l'oasi de Jarga, a l'oest, un temple consagrat a Ammó, el qual, com era habitual, va ser embellit pels seus successors. També va fundar un temple a Abidos, on es van trobar els fragments d'una nau actualment exposada al Museu del Louvre.
És també del seu temps el primer mammisi de Denderah, l'arquitectura del qual inaugura un tipus de monument que va conèixer un desenvolupament sistemàtic als grans santuaris del país. Va ampliar el temple de Karnak construint el primer piló; també va protegir el temple de Karnak creant un gran recinte amb murs de tova. Va fer el mateix a Luxor i va condicionar el gran dromos que precedeix el temple d'Ammó-Min les esfinxs dels quals porten totes la seva titulatura. És de la seva època el primer santuari a Isis del temple de File, a la vora d'Assuan, així com el quiosc que acollia els visitants de l'antiga illa consagrada.